# Oldenlandia spathulata
Oldenlandia spathulata är en måreväxtart som beskrevs av David A. Halford. Oldenlandia spathulata ingår i släktet Oldenlandia och familjen måreväxter. Inga underarter finns listade i Catalogue of Life.